# Чуванцы
Чуванцы (в ряде источников — этели) — народность на Чукотке. Этноним происходит от юкагирского чаунджи — «приморские, береговые жители». Антропологи относят их к потомкам коренного населения, близкого юкагирам по языку, которое было впоследствии ассимилировано чукчами, перейдя на чукотский язык, а затем переняло русские обычаи строительства изб и русский язык. В конце XIX века власти царской России предполагали, что они, возможно, потомки казаков, якобы покорявших эти места в XVIII веке.

## Язык
В прошлом говорили на чуванском языке, входящем в юкагирскую семью, ныне — на чукотском языке (кочевые чуванцы) и «марковском» диалекте русского языка.

## Численность

Расселение чуванцев в ДФО по городским и сельским поселениям в %, перепись 2010

По всероссийской переписи населения 2002 года чуванцев оказалось 1087 человек, из которых в Чукотском автономном округе проживало 951 чел. (1,8 % населения округа), из них русским языком владеют 946 чел. (99,5 %), чукотским — 88 чел. (9,2 %).
Чуванцы в Магаданской области (39 чел., 2002 г.) полностью обрусели (100 % при отсутствии владения чукотским языком).
Численность чуванцев в населённых пунктах (2002 г.):
Чукотский АО:
- село Марково 255
- город Анадырь 211
- село Чуванское 135
- село Снежное 111